# El Josco
El Josco är en ort i Mexiko.   Den ligger i kommunen Nautla och delstaten Veracruz, i den sydöstra delen av landet, 260 km öster om huvudstaden Mexico City. El Josco ligger 56 meter över havet och antalet invånare är 111.
Terrängen runt El Josco är platt åt nordost, men åt sydväst är den kuperad. Runt El Josco är det ganska glesbefolkat, med 30 invånare per kvadratkilometer. Närmaste större samhälle är Vega de Alatorre, 17,0 km sydost om El Josco. Omgivningarna runt El Josco är huvudsakligen savann.